# Antoine-René de La Roche-Fontenille
Antoine-René de La Roche-Fontenille (* 1699 in Paris; † 7. Januar 1759 in Meaux) war ein französischer römisch-katholischer Geistlicher und Bischof von Meaux.

## Leben
Antoine-René de La Roche de Fontenille (Rochefontenille) wurde 1699 in Paris als Sohn des François de La Roche, Marquis de Fontenille, Graf von Courtenay, und der Marie-Thérèse de Mesmes geboren. Sein älterer Bruder Louis-Antoine de La Roche-Fontenille (1696–1755), Marquis de Rambures, war General.
Er war Domherr in Paris, dann Generalvikar des Bischofs von Amiens, Gabriel de La Motte. Am 31. August 1737 vom König zum Bischof von Meaux ernannt, wurde er am 16. Dezember 1737 päpstlich bestätigt und am 12. Januar 1738 in St-Sulpice geweiht. Er erwies sich vor allem als eifriger Antijansenist und stand seinem Metropoliten Beaumont bei dessen Auseinandersetzungen mit dem französischen Parlament zur Seite. Er war auch Almosenier der Madame Henritte und Kommendatarabt (seit 1730) der Abtei Auberive.